# Пакленица (Новска)
Пакленица је насељено место у саставу града Новске, у западној Славонији, Сисачко-мославачка жупанија, Република Хрватска.

## Историја
До територијалне реорганизације у Хрватској налазила се у саставу бивше велике општине Новска.

### Рат у Хрватској (1991—1995)
Пакленица се од распада Југославије до маја 1995. године налазила у саставу Републике Српске Крајине. У акцији „Бљесак“, у нападу на Западну Славонију највише су страдала два села са претежно српским становништвом, Медари са 22 жртве, укључујући 11 жена и троје деце, те Пакленица са 20 жртава.

## Становништво
На попису становништва 2011. године, Пакленица је имала 279 становника.

### Број становника по пописима
| Националност   | 2001. | 1991. | 1981. | 1971. | 1961. | 1953. | 1948. | 1931. | 1921. | 1910. | 1900. | 1890. | 1880. | 1869. | 1857. |
| бр. становника | 296   | 478   | 535   | 541   | 556   | 439   | 348   | 690   | 671   | 653   | 554   | 527   | 452   | 393   | 127   |

### Национални састав
| Националност       | 2001.        | 1991.        | 1981.        | 1971.        | 1961.        |
| Хрвати             | 206 (69,59%) | 64 (13,38%)  | 49 (9,15%)   | 44 (8,13%)   | 96 (17,26%)  |
| Срби               | 81 (27,36%)  | 392 (82,00%) | 394 (73,64%) | 424 (78,37%) | 439 (78,95%) |
| Југословени        | —            | 12 (2,51%)   | 86 (16,07%)  | 1 (0,18%)    | 21 (3,77%)   |
| остали и непознато | 9 (3,04%)    | 10 (2,09%)   | 6 (1,12%)    | 72 (13,30%)  | 0            |
| Укупно             | 296          | 478          | 535          | 541          | 556          |

## Попис 1991.
На попису становништва 1991. године, насељено место Пакленица је имало 478 становника, следећег националног састава:
| Попис 1991.‍  | Попис 1991.‍  | Попис 1991.‍ | Попис 1991.‍ | Попис 1991.‍ |
| ------------ | ------------ | ----------- | ----------- | ----------- |
|              |              |             |             |             |
| Срби         | Срби         |             | 392         | 82,00%      |
| Хрвати       | Хрвати       |             | 64          | 13,38%      |
| Југословени  | Југословени  |             | 12          | 2,51%       |
| Словенци     | Словенци     |             | 1           | 0,20%       |
| Чеси         | Чеси         |             | 1           | 0,20%       |
| остали       | остали       |             | 3           | 0,62%       |
| неопредељени | неопредељени |             | 4           | 0,83%       |
| непознато    | непознато    |             | 1           | 0,20%       |
| укупно: 478  |              |             |             |             |